# Bothriurus sooretamensis
Espèce
Bothriurus sooretamensis est une espèce de scorpions de la famille des Bothriuridae.

## Distribution
Cette espèce est endémique d'Espírito Santo au Brésil. Elle se rencontre vers Linhares.

## Étymologie
Son nom d'espèce, composé de sooretam[a] et du suffixe latin -ensis, « qui vit dans, qui habite », lui a été donné en référence au lieu de sa découverte, la réserve biologique de Sooretama.

## Publication originale
- San Martín, 1966 : Escorpiofauna brasilera, III (Bothriuridae). Una nueva forma de Bothriurus del Brasil. Revista Brasileira de Biologia, vol. 26, no 2, p. 181-190.